# Исламская партия Великобритании
Исламская партия Великобритании (англ. Islamic Party of Britain) — политическая партия исламистского толка в Соединённом Королевстве, которая была активна с момента своего основания в 1989 по 2006. Партию основал и возглавил Дэвид Муса Пидкок, уроженец Шеффилда, который принял ислам, работая инженером в Саудовской Аравии.
ИПВ участвовала во всеобщих выборах 1992 года, выставив трёх кандидатов в округах Брэдфорда, городах с большим мусульманским меньшинством, и одного в лондонском округе Стритэм, но не добилась успеха ни в одном из них.

## Парламент
Исламская партия не смогла получить ни одного кресла ни в одной из палат парламента. Пидкок представлял партию на дополнительных выборах в Брэдфорд-Норт в 1990 году, набрав 800 голосов (2,2 %), заняв четвёртое место из десяти кандидатов.
На всеобщих выборах 1992 года партия выставила кандидатов в каждом из трех округов города Брэдфорд. Все они заняли последнее место, а лучший результат показал Пидкок в Брэдфорд-Уэсте, где за него проголосовал 471 человек (0,96 %). Он же баллотировался кандидатом в Стритхэме, заняв пятое место из семи кандидатов.

## Политический курс
Партия провозглашала равное обращение всем людям по закону независимо от статуса, дохода или этнической принадлежности человека и заявляла, что религия — самое важное в жизни человека. Она призывала к реформе британской банковской системы согласно исламским канонам, запрещающим риба (денежные займы под процент), а также к увеличению торговли с исламским миром.
В одном из ответов на вопросы, заданные на сайте партии, её представители заявили, что гомосексуальность требует лечения, её нельзя терпеть и что гомосексуалистов следует казнить за «публичное проявление непристойности». ЛГБТ-активист Питер Тэтчелл осудил эти утверждения партии.